# Kees Luijckx
Kees Luijckx (Beverwijk, 1986. február 11. –) holland labdarúgó, jelenleg a holland élvonalbeli Roda JC játékosa.

## Mérkőzései a holland B válogatottban
| #  | Dátum             | Ellenfél        | Eredmény | Kiírás              | Esemény |
| -- | ----------------- | --------------- | -------- | ------------------- | ------- |
| 1. | 2009. március 27. | Németország U21 | 4 – 0    | barátságos mérkőzés |         |
| 2. | 2009. március 31. | Olaszország U21 | 1 – 1    | barátságos mérkőzés | 60'     |

## Sikerei, díjai
AZ:
- Holland labdarúgó-bajnokság: 2008–09